# Medaglia d'onore (Monaco)
La medaglia d'onore è un'onorificenza del Principato di Monaco.

## Storia
La medaglia è stata istituita il 5 febbraio 1894.

## Assegnazione
La medaglia viene assegnata per eccezionale fedeltà al dovere nel servizio civile o militare.

## Insegne
- Il nastro è bianco con nove losanghe rosse (I e II Classe).